# Frank De Winne
Frank Luc, Vicomte De Winne (* 25. April 1961 in Gent, Belgien) ist ein ehemaliger Raumfahrer, der zweite Belgier im All sowie der erste belgische ISS-Kommandant. Seit dem 1. August 2012 ist er der Leiter des Europäischen Astronautenzentrums in Köln.

## Militärische Ausbildung
De Winne begann seine Ausbildung an der Königlichen Militärakademie 1979 und wurde dort bis 1984 zum Zivilingenieur (Spezialisierung in Kommunikation) ausgebildet.
1986 erwarb der 25-jährige De Winne seinen Pilotenschein. Im weiteren Verlauf seiner Karriere bei den Belgischen Luftstreitkräften erhielt er Einweisungen in die Waffensysteme Mirage 5, F-16 und Tornado.
1997 wurde ihm wegen eines geglückten Landemanövers, mit totalem Ausfall des Motors seiner F-16 und ohne dabei Mensch und Maschine Schaden zuzufügen der „Joe Bill Dryden Semper Viper Award“ verliehen. Er war damit der erste Nichtamerikaner, der diesen Preis erhielt.
1998 übernahm er das Kommando über die Schwadron 349 im belgischen Luftwaffenstützpunkt Kleine-Brogel.
1999 nahm er als Kommandant der belgisch-niederländischen Task Force am NATO-geführten Kosovokrieg teil.

## Raumflüge

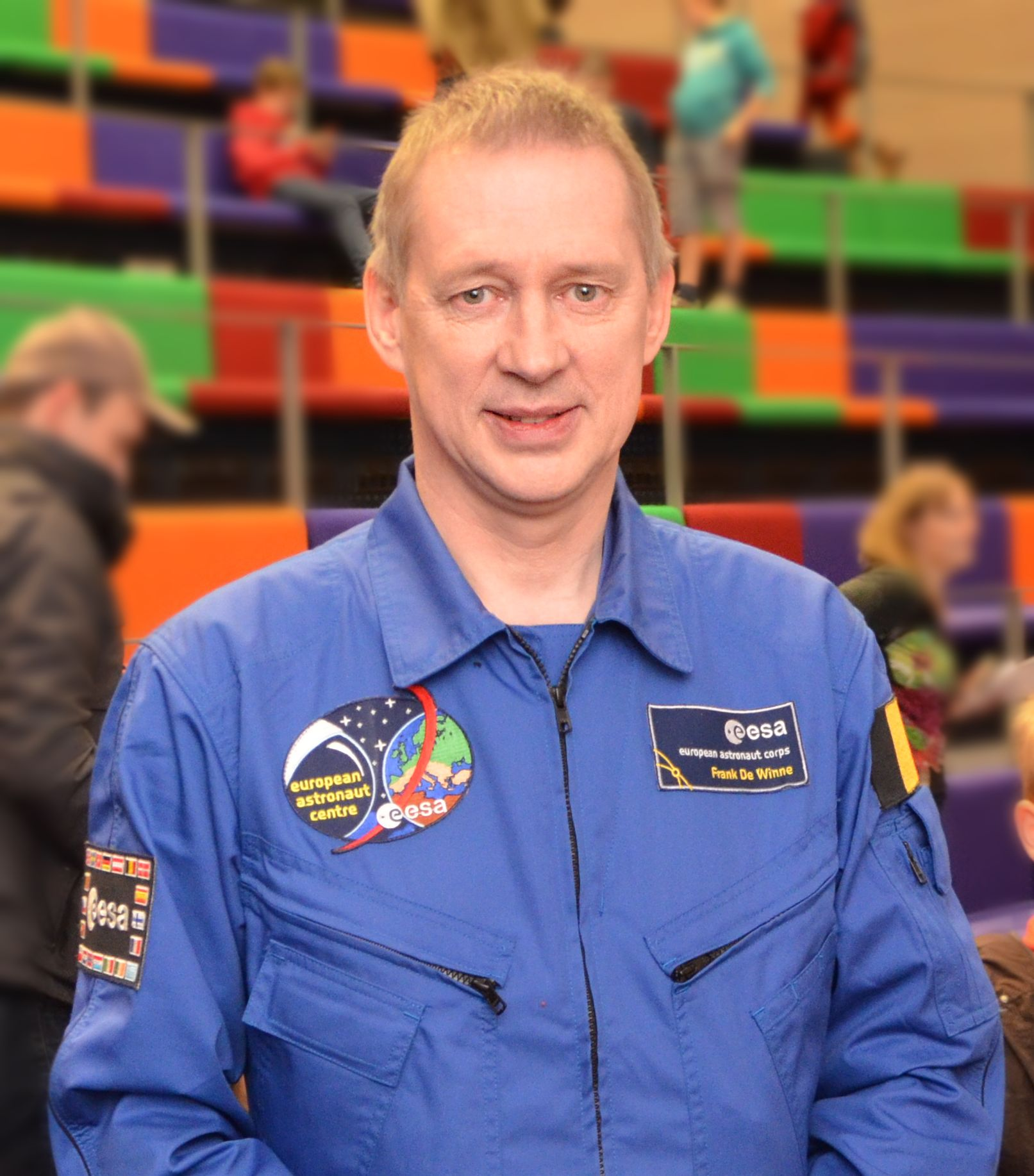
Frank de Winne bei einer Vorstellung 2013

De Winne flog am 30. Oktober 2002 als Bordingenieur mit Sojus TMA-1 zur Internationalen Raumstation (ISS) und kehrte am 10. November mit Sojus TM-34 wieder zurück zur Erde.
Am 27. Mai 2009 startete De Winne als Flugingenieur der ISS-Expedition 20 mit Sojus TMA-15 zur ISS. Er verbrachte insgesamt über 185 Tage auf der ISS. Als im Oktober 2009 ein Teil der Besatzung ausgetauscht wurde, änderte sich die Besatzungsbezeichnung zu ISS-Expedition 21. Nachdem der bisherige Kommandant der ISS Gennadi Padalka seinen Aufenthalt auf der Raumstation beendet hatte, war De Winne seit dem 11. Oktober 2009 Kommandant der ISS, der erste Westeuropäer in dieser Funktion. Am 1. Dezember 2009 landete De Winne mit dem Raumschiff Sojus TMA-15 in Kasachstan. Sein Aufenthalt an Bord der ISS trug die Projektbezeichnung OasISS.

## Einsatzliste
| Nr | Mission                   | Funktion                     | Flugdatum | Flugdauer      |
| -- | ------------------------- | ---------------------------- | --------- | -------------- |
| 1  | Sojus TMA-1 / Sojus TM-34 | Bordingenieur                | 2002      | 10d 20h 53min  |
| 2  | Sojus TMA-15              | Bordingenieur/ISS-Kommandant | 2009      | 187d 20h 42min |

## Ehrungen
Am 20. Dezember 2002 wurde De Winne durch den belgischen König Albert II. in den erblichen Adelsstand erhoben, mit dem persönlichen Titel eines Vicomte (französisch) oder Burggraaf (niederländisch). Denselben Titel hatte auch der erste Belgier im All, Dirk Frimout, erhalten.
Im Rahmen eines Besuches des belgischen Königspaares im Europäischen Astronautenzentrum in Köln im März 2009 wurde De Winne durch König Albert II. zum Brigadegeneral der belgischen Streitkräfte befördert.

## Privates
De Winne ist verheiratet und hat drei Kinder aus seiner ersten Ehe. Seine zweite Frau Lena Clarke ist russische Raumfahrt-Ingenieurin, die für Mir- und ISS-Missionen arbeitete. Unter dem Titel My Countdown veröffentlichte sie ein Buch, das De Winnes Raumflug aus der Sicht der Ehefrau schildert, die die Tage bis zur Landung zählt.